# Collooney
Collooney est une ville du comté de Sligo en Irlande.